# Josep Maria Carulla i Estrada
Josep Maria Carulla i Estrada (Igualada, l'Anoia, 1839 - Granada, 1919) fou un advocat i escriptor català, d'orientació catòlica tradicionalista.
Després de lluitar a Roma contra els garibaldins, de tornada a Catalunya impulsà una croada per restituir els Estats Pontificis al Sant Pare. Durant la tercera guerra carlina (1872-1876) va ser auditor del general Rafael Tristany. Fundà la revista madrilenya La civilización (1874-1880).
Va ser assessor del Papa Pius IX, i la Santa Seu li atorgà la Creu del Mèrit, una important distinció, per haver versat 4 del 62 llibres de la Bíblia. Tot i això el resultat va ser tan confús que la seua obra fou objecte de befa per part de les tertúlies de l'època. Així, este és l'origen de l'expressió castellana la biblia en verso per referir-se a textos molt llargs i avorrits. Passà els darrers anys de la seva vida a Granada, on va morir.
Va traduir diversos textos al castellà, incloent-hi una Divina Comèdia de Dant, un recull de poesies de Lleó XIII i dues obres de Mossèn Cinto, Idil·lis i cants místics i la Llegenda del Montserrat. També va ser un dels co-traductors d'una obra de teatre italiana de Silvano d'Arboirio inspirada en el Gos dels Baskerville de Sir Arthur Conan Doyle.
Va morir a Granada l'any 1919.